# Fehmarnsundský most
Fehmarnsundský most (německy Fehmarnsundbrücke) je ocelový obloukový most, který spojuje německý ostrov Fehmarn v Baltském moři s německou pevninou u Großenbrode přes mořskou úžinu Fehmarnsund.

## Popis
Stavba započala v roce 1958 a most byl otevřen 30. dubna 1963. Celková délka mostu činí 1300 metrů, z toho 963 metrů pevná část a zbývajících 337 metrů se skládá z nájezdů na obou stranách. Hlavní část je ve výšce 23 metrů nad mořem. Most je postaven z oceli, je 21 metrů široký s vozovkou v obou směrech a stezkou pro chodce. Z toho 6 metrů šířky tvoří železniční trať, kterou využívají německé dráhy Deutsche Bahn. Oblouky nad centrální částí dlouhé 268,5 metru mají rozpětí 248 metrů a dosahují do výše 45 metrů nad nejvyšším bodem mostu. Ocelová ortotropní mostovka je zavěšena na obloucích tzv. síťově uspořádanými závěsy. Most byl navržen inženýry G. Fischerem a T. Jahnkem z firmy Gutehoffnungshütte Sterkrade AG, Oberhausen – Sterkrade. Na architektonickém řešení se podílel architekt Gerd Lohmer.

## Ukončení trajektové dopravy
Po otevření mostu byla ukončena trajektová doprava na ostrov Fehmarn. Původní trajektová linka z Großenbrode v Německu až k mysu Gedser v Dánsku byla nahrazena novou trajektovou linkou z Puttgarden na ostrově Fehmarn do Rødby v Dánsku na ostrově Lolland. Nový most a trajektové změny přinesly značné úspory času pro silniční a železniční dopravu z Hamburku a Lübecku do Kodaně.

## Historická památka
Most byl v roce 1999 Státním úřadem pro ochranu historických památek prohlášen kulturní památkou a stal se symbolem spolkové země Šlesvicko-Holštýnsko.

## Studená válka
Vzhledem k tomu, že most byl postaven v době studené války, bylo do jeho konstrukce vloženo šest specifických míst pro uložení trhaviny, která měla být použita v případě invaze. Jejich umístění je patrné i dnes podle šesti čtvercových záplat z asfaltu. Ty byly spojeny s řídícím bodem vzdáleným asi 1 km od mostu v Heinrichsruh.

## Galerie

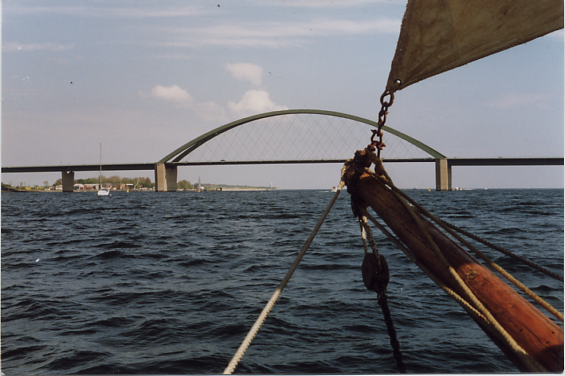
Fehmarnsundský most
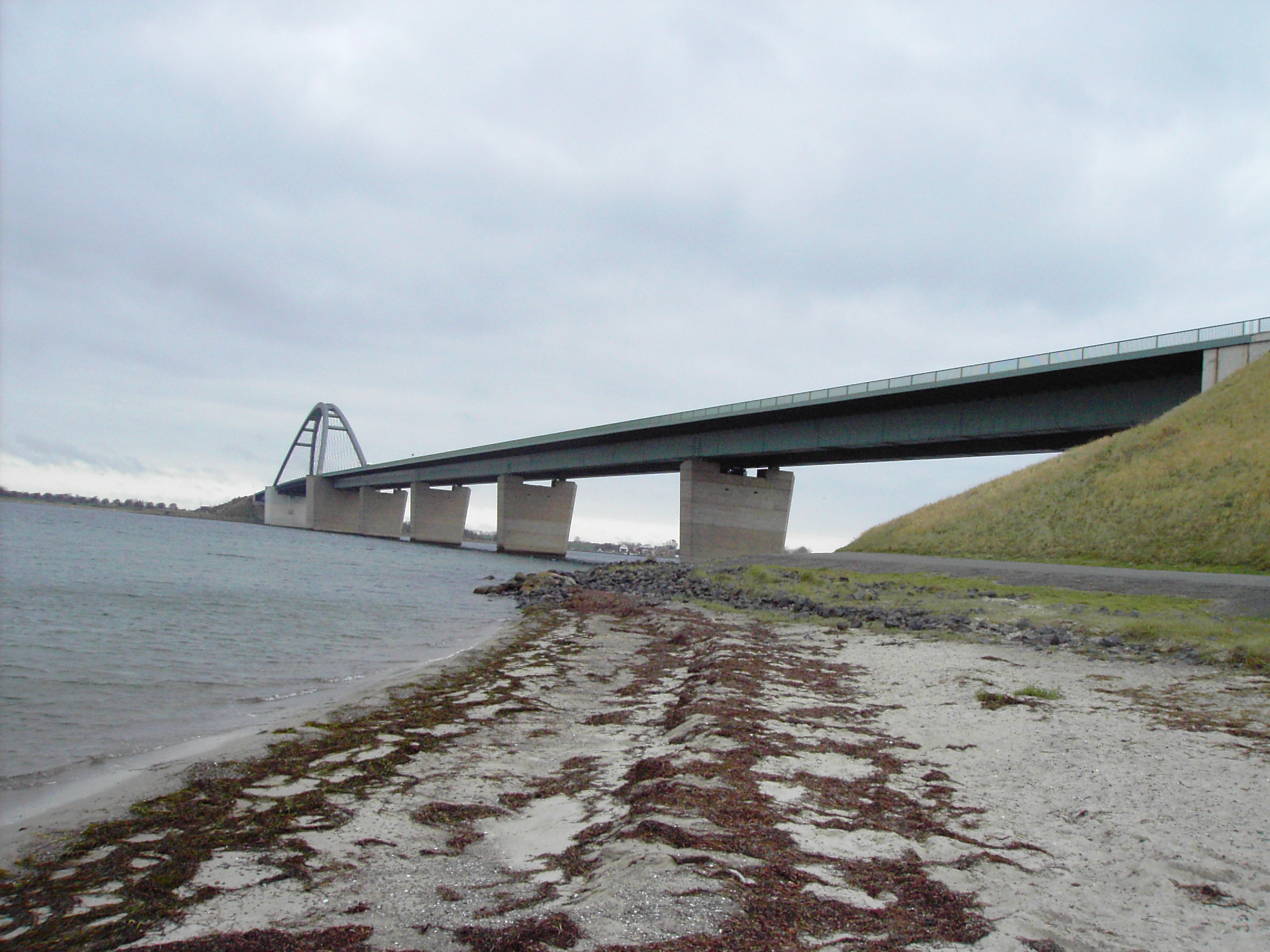
Fehmarnsundský most
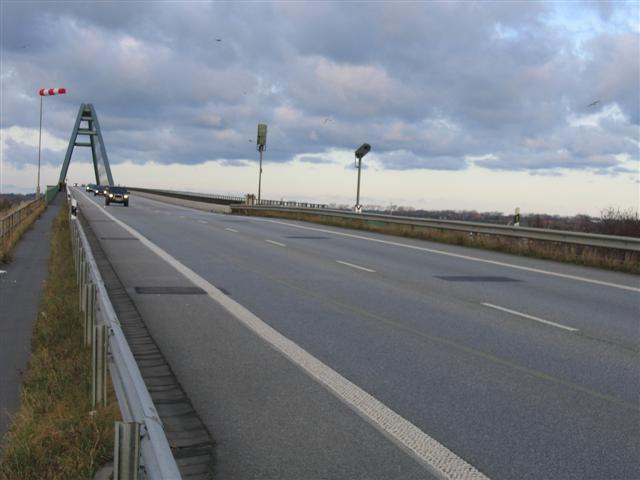
Fehmarnsundský most - čtvercové záplaty z asfaltu
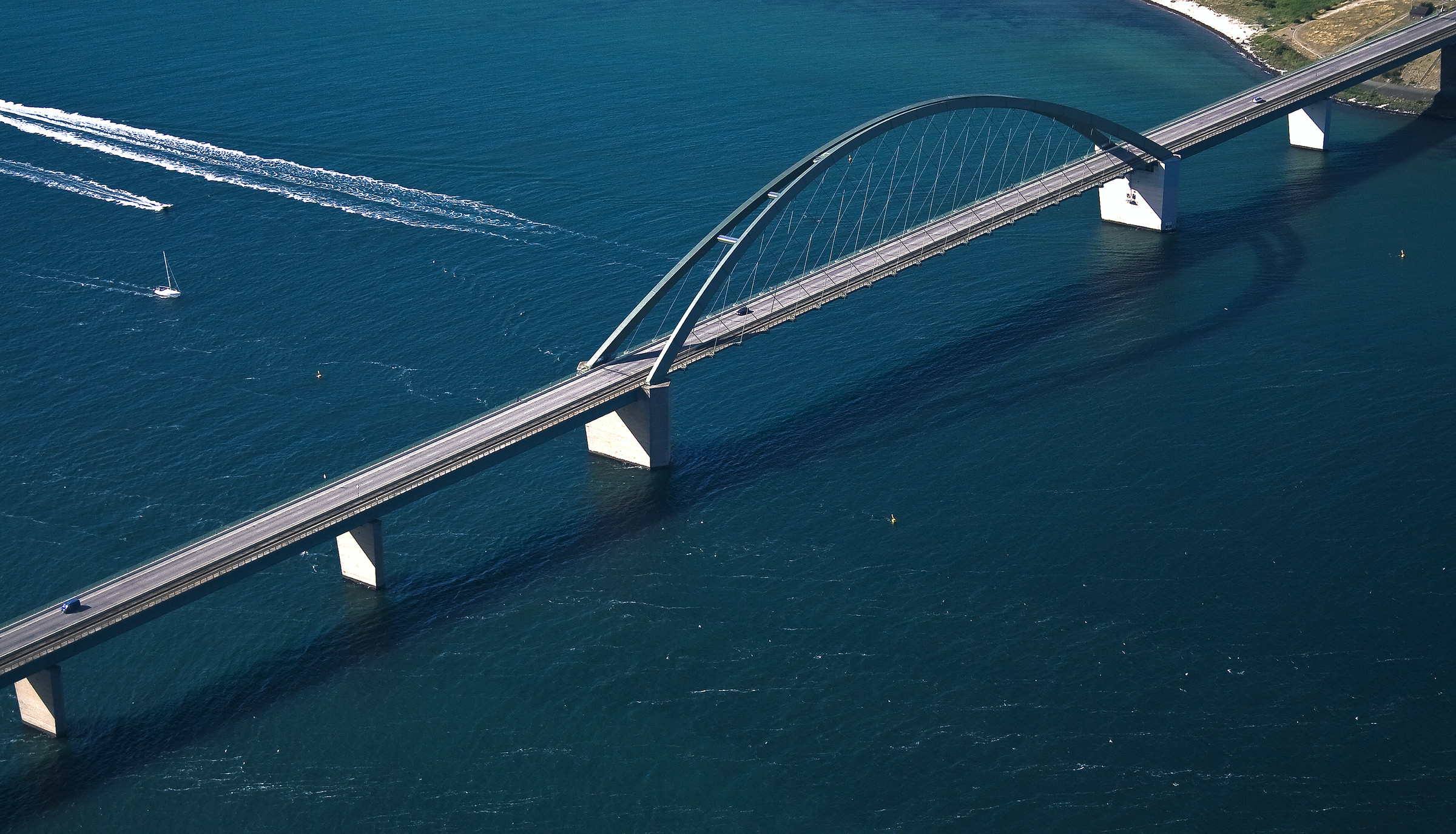
Fehmarnsundský most